# Imantag (Cotacachi)
Imantag es una parroquia del Cantón Cotacachi  ubicada al norte del mismo, en la provincia de Imbabura, Ecuador. 
Es la parroquia más antigua del cantón. Fue fundado en el 15 de diciembre de año 1790, con una superficie de 22764 hectáreas , encontrándose a 5 km de la cabecera cantonal y a 6 km de Atuntaqui. donde su producción más importante es la agricultura, ganadería, y la producción artesanal, tiene como atractivos turísticos como hermosos paisajes, cascadas , sus fiestas parroquiales, su cultura, su comida típica, sus costumbres y tradiciones, que hacen de Imantag un lugar para visitar.

## Comunidades
- Perafan
- Colimbuela
- Morlan
- San Luis de la Carbonería
- Quitumba
- Peribuela
- Pucalpa
- Piñan
- Guanani
- Ambi

- Datos: Q13189590